# ジャック・ピエール・ブリッソー

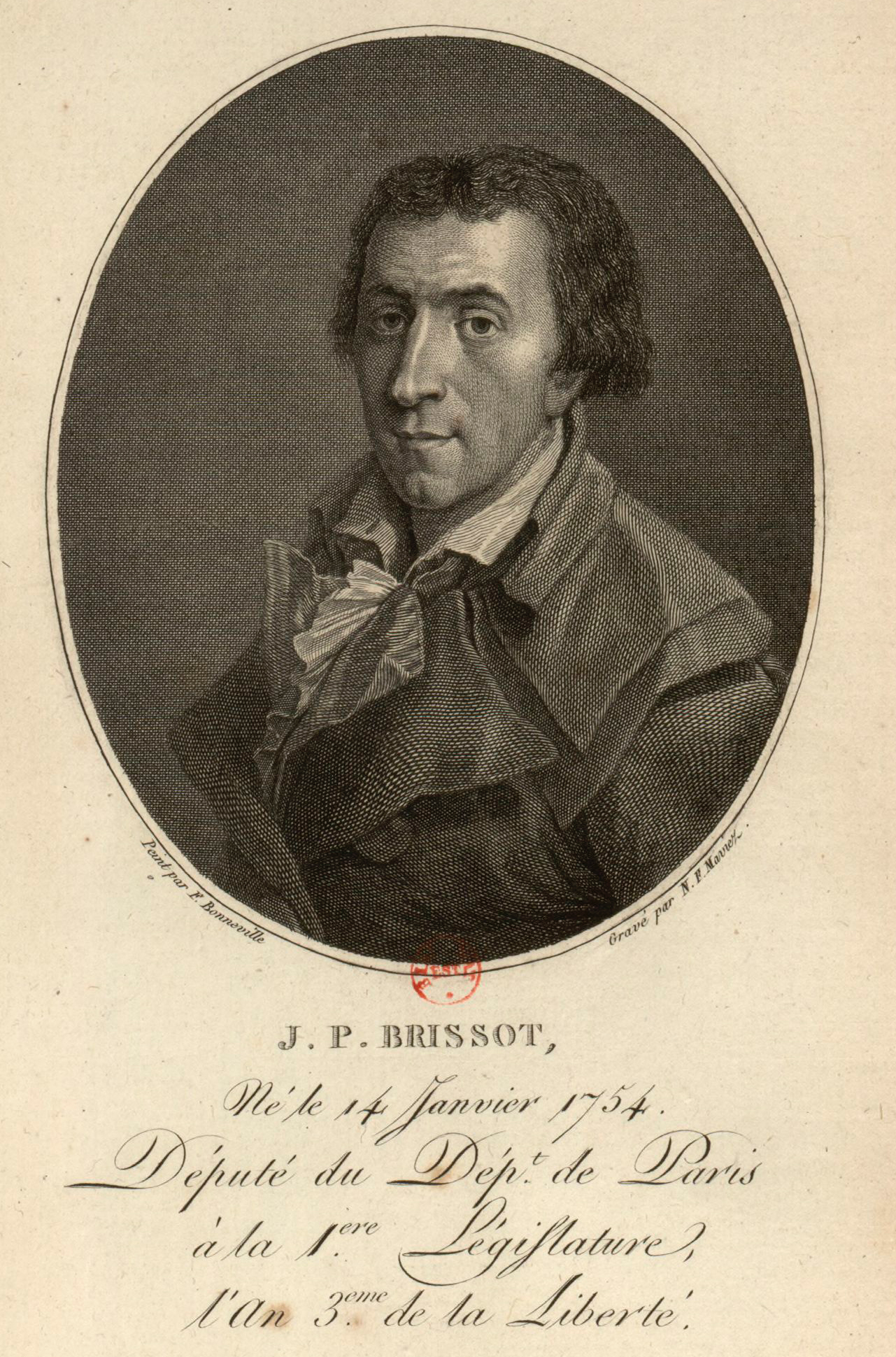
ジャック・ピエール・ブリッソー

ジャック・ピエール・ブリッソー（Jacques Pierre Brissot, 1754年1月15日 - 1793年10月31日）は、フランス革命期の政治家。ジロンド派の指導者。
パリ近郊のシャルトルで生まれる。元代訴人見習いでジャーナリスト。革命開始まで文筆家として活動し、1784年には奴隷制に反対する過激な論文を発表し、バスティーユ牢獄に投獄されたりもした。出獄後はイギリスやオランダ、アメリカに渡り、アメリカでは黒人問題に関心を持ち、「黒人の友」というあだ名を貰っている。革命下に帰国し、オルレアン派に雇われて新聞「フランスの愛国者」を発行。ジャコバン・クラブの名雄弁家の1人と称され、1789年7月14日のバスティーユ襲撃以降、かつて投獄されたバスティーユ牢獄の事実上の管理者となった。その後、立法議会の外交委員会を制してジロンド派のリーダー格となり、1791年から2年間、フランスの外交政策を一手に握った。1791年12月からオーストリアへの宣戦布告を推進し、ジョルジュ・ダントンやマクシミリアン・ロベスピエールの反対を押し切って翌年のオーストリアとの開戦に踏み切らせるが、これに先立つ形で、1792年2月に政権内の非戦派を攻撃し、外務大臣だったド・レッサールを逮捕して、オルレアン高等裁判所に送致している。国民公会ではウール・エ・ロワール県から選出され、ジロンド派を代表する人物となった。ダントンやロベスピエール率いる山岳派と激しい政治抗争を繰り広げたが、ジャコバン派の台頭によって追放され、1793年5月にムーランで逮捕、同年10月31日の正午、革命広場にて、ヴェルジノーやデュコー、ジャンソネ、フォシェ師ら他のジロンド派議員と共に、ギロチン台に送られた。

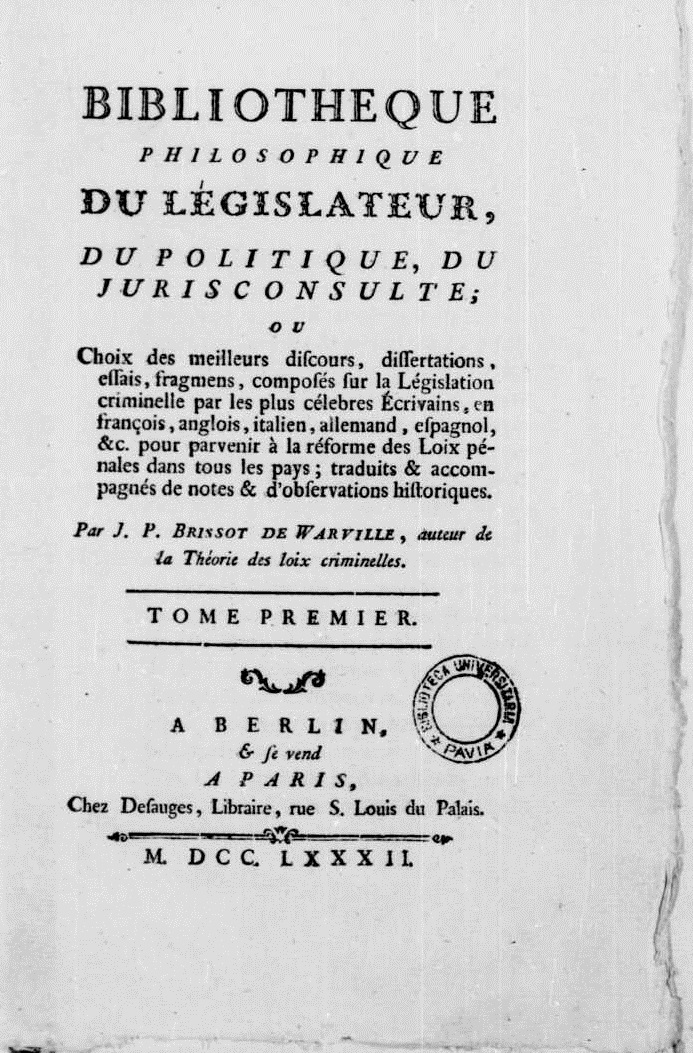
Bibliothèque philosophique du Législateur, du Politique, du Jurisconsulte, 1782